# Резников, Вадим Григорьевич
Вадим Григорьевич Резников (7 мая 1939, Днепропетровск, СССР — 5 февраля 2025) — советский и украинский тренер по стрельбе из лука. Мастер спорта международного класса, Заслуженный тренер УССР по стрельбе из лука (1976).
Окончил Львовский государственный университет физической культуры.

## Заслуги
Призёр V летней Спартакиады народов СССР по стрельбе из лука. Тренер-преподаватель физкультурно-спортивного общества «Динамо» в г. Новая Каховка. Подготовил Людмила Аржанникову, призёра Олимпийских игр, чемпионку и рекордсменку мира.
За два десятка лет, в течение которых в Новой Каховке культивируется стрельба из лука, тренерская семья Резниковых (его жена Татьяна была тренером и судьёй всесоюзной категории) вместе со своими помощниками подготовила 500 разрядников, 30 мастеров спорта, 8 мастеров спорта СССР международного класса.
На Паралимпийских играх 2008 года в Пекине от Украины выступали две воспитанницы Резникова в стрельбе из лука: Лариса Михнева и Ирина Волынец.
Проживал в городе Новая Каховка. Умер 5 февраля 2025 года в возрасте 85 лет.